# 29 iulie
ianuarie • februarie • martie  • aprilie  • mai  • iunie  • iulie  • august  • septembrie  • octombrie  • noiembrie  • decembrie
29 iulie este a 210-a zi a calendarului gregorian și a 211-a zi în anii bisecți. Mai sunt 155 de zile până la sfârșitul anului.

## Evenimente

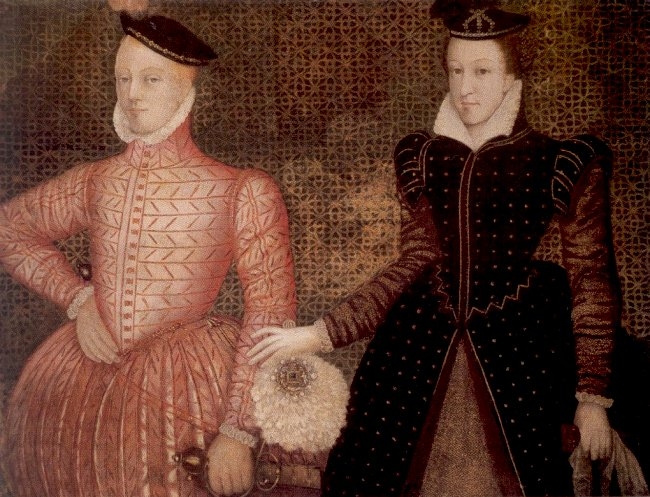
1565: Maria, regina Scoției se căsătorește cu Henric Stuart, Lord Darnley la Palatul Holyrood din Edinburgh, Scoția.

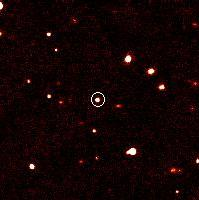
2005: Astronomii anunță descoperirea planetei pitice Eris (în cerc).

- 1565: Văduva Maria, regina Scoției se căsătorește cu Henric Stuart, Lord Darnley la Palatul Holyrood din Edinburgh, Scoția.
- 1567: Iacob al VI-lea este încoronat rege al Scoției la Stirling.
- 1834: A fost înregistrat primul accident rutier. O diligență cu aburi, a inginerului Edinburg, a lovit o piatră pusă în mod intenționat în drum. Cazanul cu aburi a explodat provocând moartea a 5 persoane.
- 1836: Inaugurarea Arcului de Triumf din Paris, Franța.
- 1848: Guvernul Porții Otomane a recunoscut Locotenența Domnească a Țării Românești drept legitimă. Sub presiunea Rusiei și la intervenția boierilor munteni va refuza confirmarea acestei recunoașteri.
- 1848: În parcul Zăvoi din Râmnicu Vâlcea, în fața unei numeroase asistențe, după ce s-a citit noua Constituție, un grup de tineri, avându-l în frunte pe Anton Pann, a intonat pentru prima oară imnul Revoluției pașoptiste "Deșteaptă-te, române", devenit după Revoluția anticomunistă din 1989 imnul național al României.
- 1851: Annibale de Gasparis descoperă asteroidul 15 Eunomia.
- 1857: A fost înființată Școala Națională de medicină și farmacie din București.
- 1877: Carol I, principe (1866–1881) și rege (1881–1914) al României, a aprobat construcția unui pod de pontoane peste Dunare, în zona Siliștioara–Măgura.
- 1900: În Italia, regele Umberto I al Italiei este asasinat de un anarhist de origine italiană, Gaetano Bresci.
- 1921: Adolf Hitler devine liderul Partidului Național-Socialist German al Muncitorilor.
- 1938: Japonia a atacat URSS în regiunea lacului Hassan de lângă Vladivostok.
- 1946: Începe Conferința de pace convocată la Paris de puterile învingătoare în cel de-al doilea război mondial, pentru pregătirea tratatelor de pace cu Bulgaria, Finlanda, Italia, România și Ungaria (se va încheia la 15 octombrie același an).
- 1947: Este dizolvat, printr-o hotărâre a Consiliului de Miniștri, Partidul Național Țărănesc.
- 1948: După o întrerupere de 12 ani cauzată de cel ce-al doilea război mondial, la Londra se deschid Jocurile Olimpice de Vară.
- 1952: La J.O. de la Helsinki, Iosif Sârbu este medaliat cu aur la tir. Prima medalie de aur olimpică a României.
- 1957: Și-a început activitatea Agenția Internațională pentru Energie Atomică.
- 1957: A fost înființată NASA (National Aeronautics and Space Administration), agenție independentă a guvernului Statelor Unite responsabilă cu programul spațial civil, precum și cercetarea aeronautică și aerospațială.
- 1958: Președintele american Dwight Eisenhower a semnat actul care a dus la crearea NASA.
- 1981: Charles, Prinț de Wales se căsătorește cu Lady Diana Spencer.
- 1984: La cea de a XIII–a ediție a Olimpiadei de vară, organizată la Los Angeles, sportivii români au cucerit 20 de medalii de aur, 16 de argint și 17 de bronz (29 iulie–12 august).
- 1994: Este adoptată prima Constițutie a Republicii Moldova.
- 2005: Astronomii anunță descoperirea planetei pitice Eris.

## Nașteri
- 1166: Heinrich II., conte de Champagne și rege al Ierusalimului (d. 1197)
- 1605: Simon Dach, poet german (d. 1659)
- 1793: Ján Kollár, scriitor slovac (d. 1852)

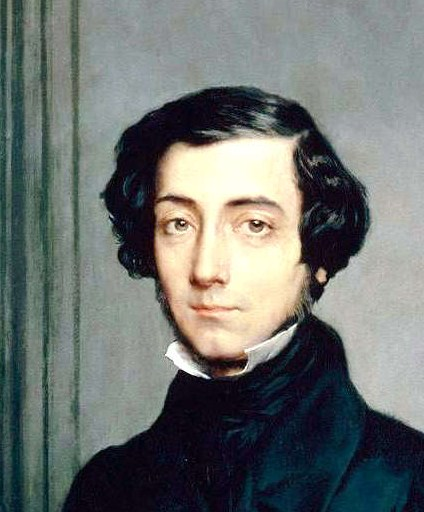
Alexis de Tocqueville, politician francez
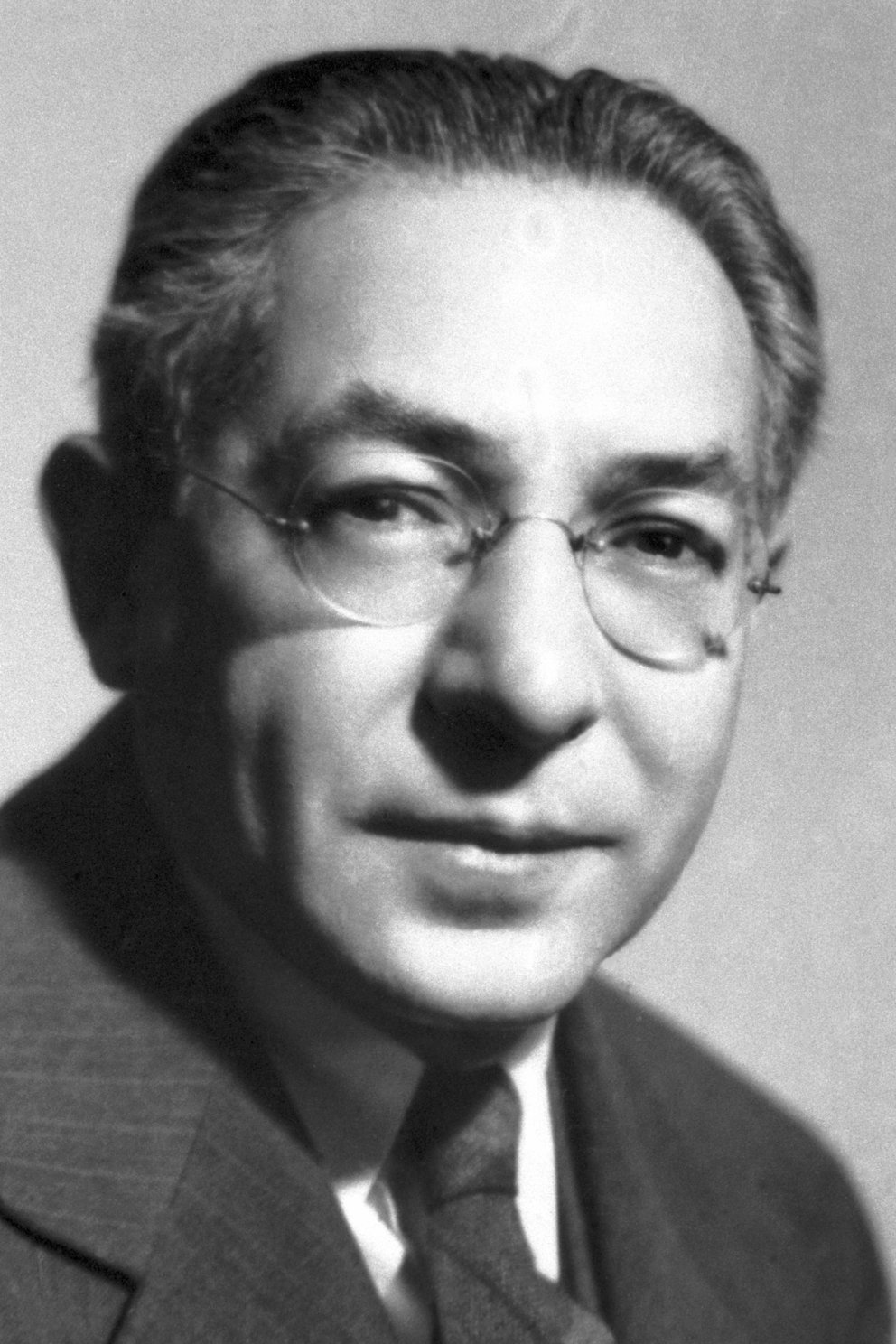
Isidor Isaac Rabi, fizician american, laureat Nobel
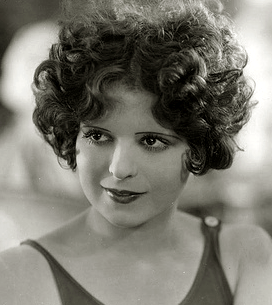
Clara Bow, actriță americană

- 1805: Alexis de Tocqueville, publicist și politician francez (d. 1859)
- 1819: Theodor Brorsen, astronom danez (d. 1895)
- 1845: Abai Kunanbaev, scriitor cazac (d. 1904)
- 1846: Isabel, Prințesă Imperială a Braziliei (d. 1921)
- 1883: Benito Mussolini, dictator fascist italian (d. 1945)
- 1885: Theda Bara, actriță americană (d. 1955)
- 1895: Victor Ion Popa, dramaturg, prozator, publicist și eseist român (d. 1945)
- 1895: Mihail Zoșcenko, scriitor rus (d. 1958)
- 1898: Isidor Isaac Rabi, fizician american, laureat Nobel (d. 1988)
- 1900: Eyvind Johnson, scriitor suedez, laureat Nobel (d. 1976)

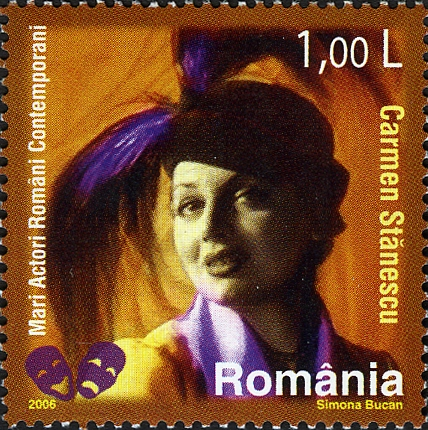
Carmen Stănescu, actriță română
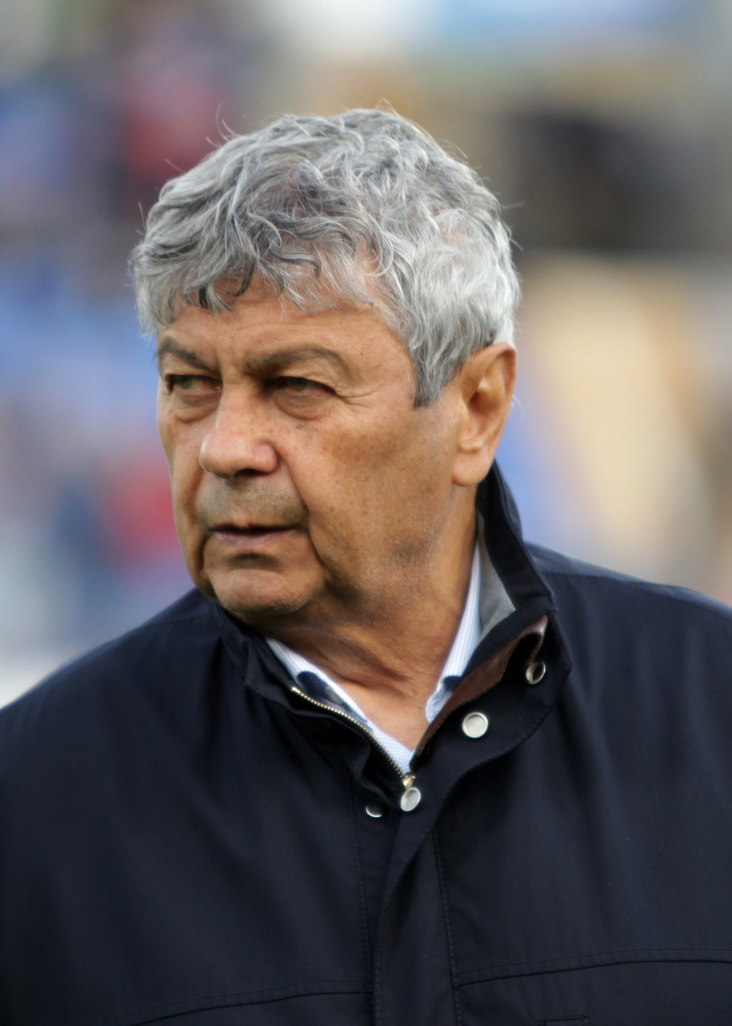
Mircea Lucescu, antrenor român de fotbal
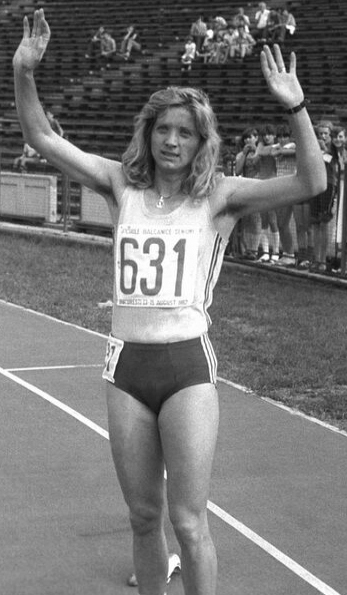
Maricica Puică, atletă română

- 1904: Dmitri Ivanenko, fizician rus (d. 1994)
- 1905: Clara Bow, actriță americană (d. 1965)
- 1905: Dag Hammarskjöld, diplomat, economist suedez, laureat Nobel (d. 1961)
- 1912: Nicolae Steinhardt, monah și scriitor român (d. 1989)
- 1925: Carmen Stănescu, actriță română (d. 2018)
- 1925: Mikis Theodorakis, compozitor grec (d. 2021)
- 1927: Harry Mulisch, scriitor olandez (d. 2010)
- 1927: Dan Damian, actor român (d. 2012)
- 1929: Jean Baudrillard, sociolog și filosof francez (d. 2007)
- 1937: Daniel McFadden, economist american
- 1935: Peter Schreier, tenor german (d. 2019)
- 1939: Zoltán Boros, compozitor, pianist, dirijor și critic muzical român
- 1945: Mircea Lucescu, fotbalist și antrenor român
- 1950: Constantin Drumen, politician român (d. 2024)
- 1950: Maricica Puică, atletă română, campioană olimpică
- 1950: Radu Voina, handbalist și antrenor român
- 1953: Geddy Lee, muzician rock canadian (Rush)
- 1957: Nellie Kim, gimnastă rusă
- 1966: Marius Tucă, jurnalist român
- 1972: Wil Wheaton, actor american și scriitor
- 1974: Josh Radnor, actor american
- 1981: Fernando Alonso, pilot spaniol de Formula 1
- 1985: Aneta Benko, handbalistă croată
- 1986: Camelia Lupașcu, canotoare română
- 1993: Sandro Bazadze, scrimer georgian
- 1995: Dorin Rotariu, fotbalist român

## Decese
- 0238: Balbinus, împărat roman (n. 165)
- 0238: Pupienus, împărat roman (n. 178)
- 1030: Olaf al II-lea al Norvegiei (n. 995)
- 1099: Papa Urban al II-lea (n. 1042)
- 1108: Regele Filip I al Franței (n. 1052)
- 1236: Ingeborg a Danemarcei, a doua soție a regelui Filip al II-lea al Franței (n. 1175)
- 1644: Papa Urban al VIII-lea (n. 1568)
- 1844: Franz Xaver Wolfgang Mozart, compozitor austriac, fiul lui Mozart (n. 1791)
- 1854: Pierre Duval Le Camus, pictor francez (n. 1790)

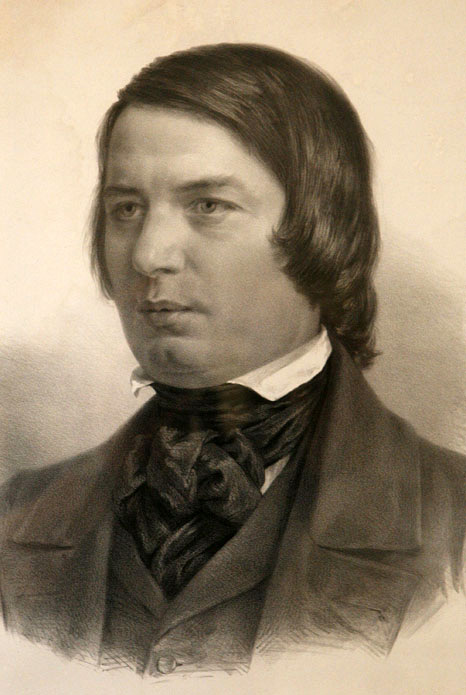
Robert Alexander Schumann, compozitor german
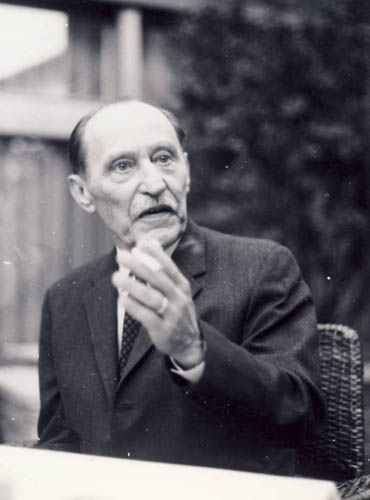
Ionel Perlea, dirijor român
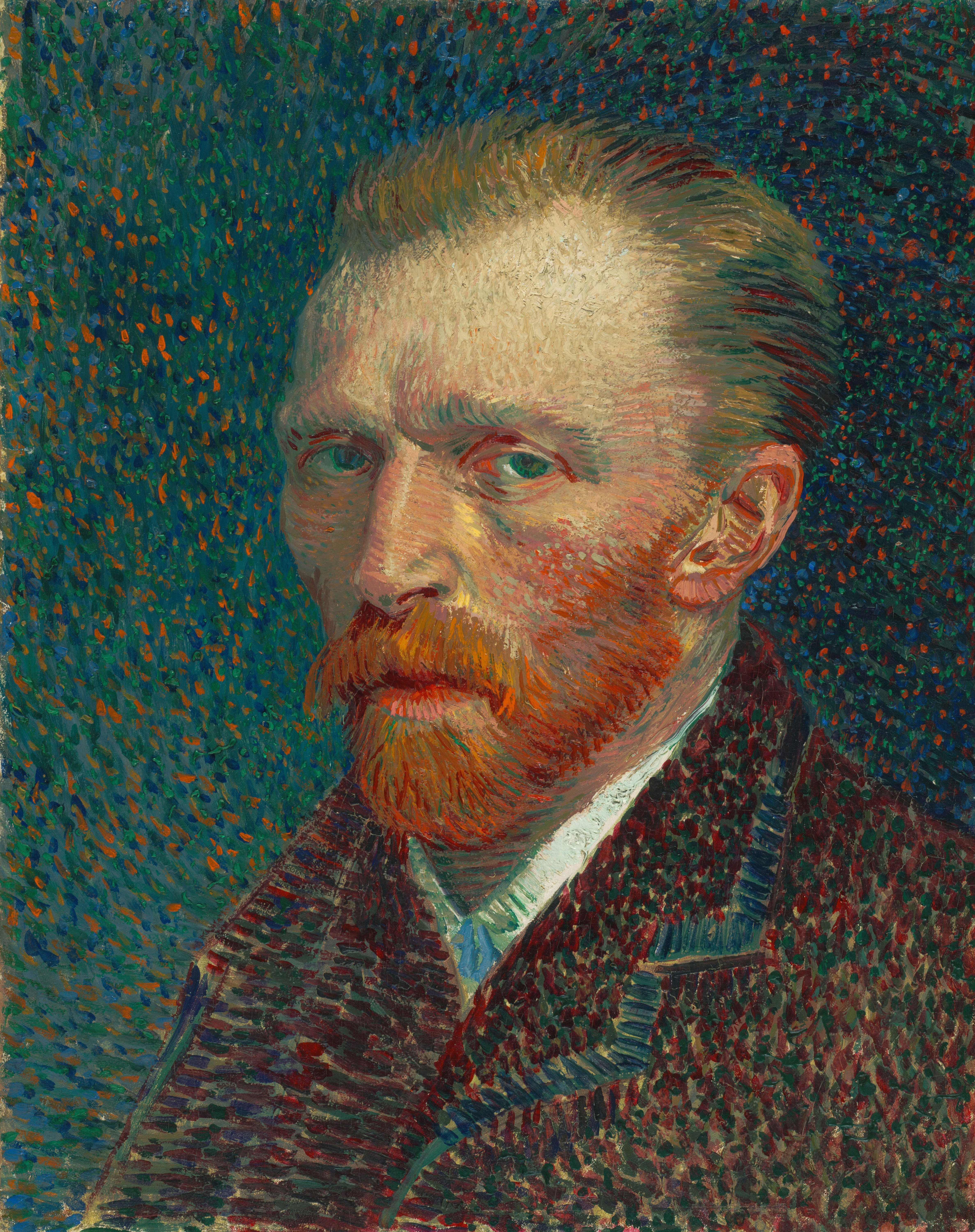
Vincent van Gogh, pictor olandez

- 1856: Robert Alexander Schumann, compozitor german (n. 1810)
- 1856: Karel Havlíček Borovský, poet ceh, critic literar, traducător, politician și jurnalist (n. 1921)
- 1890: Vincent van Gogh, pictor olandez (n. 1853)
- 1897: Ștefan V. Vârgolici, critic literar, traducător și publicist român (n. 1843)
- 1898: John Alexander Newlands, chimist englez (n. 1838)
- 1913: Tobias Asser, jurist și politician olandez (n. 1938)
- 1944: Ion C. Pena, publicist, poet, epigramist și prozator român (n. 1911)
- 1950: Joe Fry, pilot britanic (n. 1915)
- 1951: Walt Brown, pilot american (n. 1911)
- 1951: Cecil Green, pilot american (n. 1919)

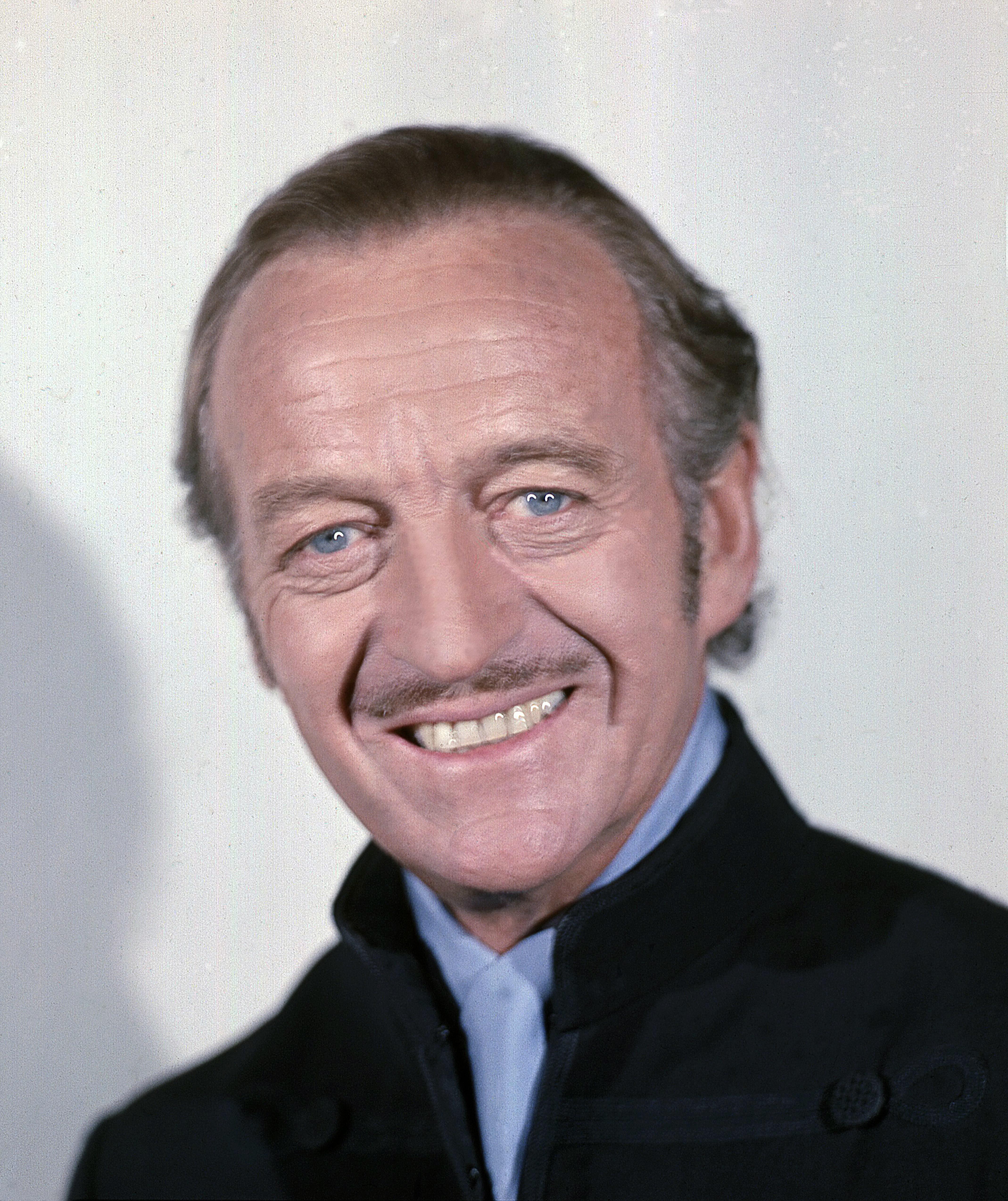
David Niven, actor britanic
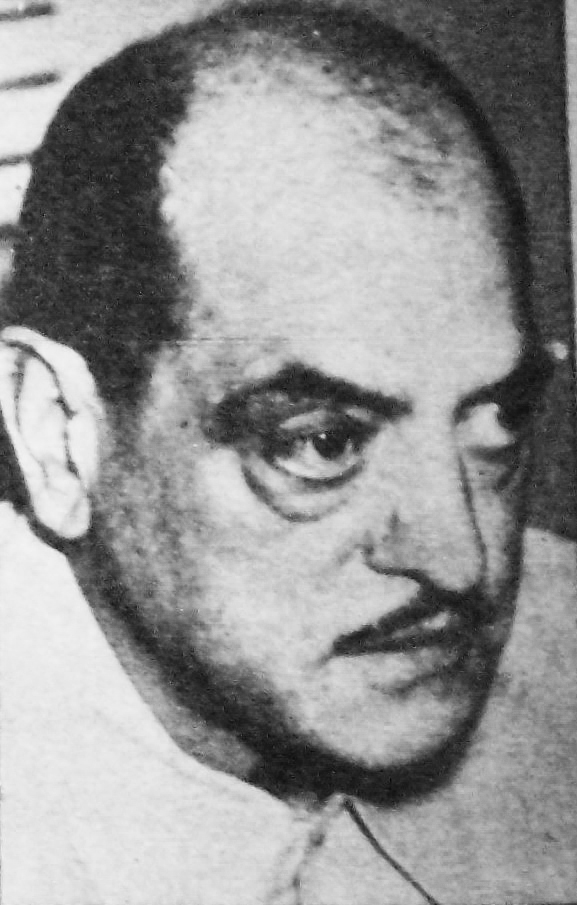
Luis Buñuel, regizor spaniol
Lucia Demetrius, prozatoare română

- 1962: Leonardo De Lorenzo, flautist italian (n. 1875)
- 1970: Ionel Perlea, compozitor și dirijor român (n. 1900)
- 1970: Sir John Barbirolli, dirijor englez (n. 1899)
- 1976: Octav Dessila, prozator și dramaturg român (n. 1895)
- 1979: Herbert Marcuse, filozof germano-american, politolog și sociolog (n. 1898)
- 1982: Marcel Anselme, pictor francez (n. 1925)
- 1982: Vladimir Zworikin, fizician de origine rusă (n. 1889)
- 1983: Luis Buñuel, regizor spaniol (n. 1900)
- 1983: David Niven, actor britanic (n. 1909)
- 1990: Georges Conchon, scriitor francez, câștigător al Premiului Goncourt în 1964 (n. 1925)
- 1990: Bruno Kreisky, politician austriac (n. 1911)
- 1992: Lucia Demetrius, prozatoare, poetă, traducătoare și autoare dramatică română (n. 1910)
- 1993: Nicolai Costenco, scriitor moldovean (n. 1913)
- 2001: Edward Gierek, politician polonez (n. 1913)
- 2009: Thomas von Randow, matematician german (n. 1921)
- 2018: Tomasz Stańko, trompetist polonez (n. 1942)
- 2022: Juris Hartmanis, informatician american de origine letonă (n. 1928)

## Sărbători
- România: Ziua Imnului național - "Deșteaptă-te, române!", sărbătorită, anual, începând din 1998, ca urmare a unei hotărâri a Senatului României, din 18 mai 1998